# 东山镇 (华容县)
东山镇，中华人民共和国湖南省岳阳市华容县下属的一个镇，位于华容县东北部，长江中游南岸。 202省道华洪公路贯穿县境。开国少将朱绍清家乡。2019年被评为中国文化百强镇。

## 建制沿革
- 1956年，设三郎堰乡；
- 1958年，属东山公社；
- 1961年，析出塔市公社；
- 1970年，析出桃花山公社；
- 1983年，改称东山乡；
- 1995年，桃花山公社并入；
- 2000年，改置东山镇；
- 2005年，塔市驿镇、洪山头镇并入。

## 行政区划
东山镇下辖6个居委会与59个行政村（场）：
东山社区、塔市社区、洪山社区、砖桥社区、三郎堰社区、红星社区、先红村、红岗村、天井村、关山村、石家港村、三郎村、大众村、仙鹅寺村、牌坊村、德才村、佛寺村、黄合村、大旺村、包家仓村、群强村、荷叶村、茶场村、桃花林场村、江洲墟场村、风波村、新庄村、烟灯村、邓家村、兰家村、芦花村、高桥村、井码村、高峰村、塔市国营林场村、桂竹村、墨山村、平顶村、沉塌湖渔场村、万家村、繁连湖渔场村、长江村、顺兴村、清泥村、老当村、幺台村、白洋村、小渡口村、白水湖村、东旭村、黄马村、沙港村、洪山村、新江村、长荆村、水产场村、长宁村、民生村、明镜村、江山村、红烈村、大湖渔场村、江洲芦苇场村、洪山头芦苇场村和集成芦苇场村。